# Nelayan Indah
Nelayan Indah is een bestuurslaag in het regentschap Medan van de provincie Noord-Sumatra, Indonesië. Nelayan Indah telt 7850 inwoners (volkstelling 2010).